# Condado de Mitchell (Iowa)
El condado de Mitchell (en inglés: Mitchell County, Iowa), fundado en 1851, es uno de los 99 condados del estado estadounidense de Iowa. En el año 2000 tenía una población de 10 874 habitantes con una densidad poblacional de 9 personas por km². La sede del condado es Osage.

## Geografía
Según la Oficina del Censo, el condado tiene un área total de 1216 km² (469,5 mi²), de la cual 1214 km² (468,7 mi²) es tierra y 1 km² (0,4 mi²) es agua.

### Condados adyacentes
- Condado de Mower norte
- Condado de Howard este
- Condado de Floyd sur
- Condado de Cerro Gordo suroeste
- Condado de Worth oeste

## Demografía
En el 2000 la renta per cápita promedia del condado era de $34 843, y el ingreso promedio para una familia era de $41 233. El ingreso per cápita para el condado era de $16 809. En 2000 los hombres tenían un ingreso per cápita de $29 601 contra $22 054 para las mujeres. Alrededor del 10.70% de la población estaba bajo el umbral de pobreza nacional.
| 1900   | 1910   | 1920   | 1930   | 1940   | 1950   | 1960   | 1970   | 1980   | 1990   | 2000   |
| ------ | ------ | ------ | ------ | ------ | ------ | ------ | ------ | ------ | ------ | ------ |
| 14 916 | 13 435 | 13 921 | 14 065 | 14 121 | 13 945 | 14 043 | 13 108 | 12 329 | 10 928 | 10 874 |

## Lugares

### Ciudades
- Carpenter
- McIntire
- Mitchell
- Orchard
- Osage
- St. Ansgar
- Stacyville

### Comunidades no incorporadas
- Little Cedar
- Toeterville

### Principales carreteras
- U.S. Highway 218
- Carretera de Iowa 9